# Scotia (Automarke)
Scotia war eine britische Automarke.

## Unternehmensgeschichte
Das Unternehmen aus Glasgow begann 1907 mit der Produktion von Automobilen. Der Markenname lautete Scotia. Im gleichen Jahr endete die Produktion.

## Fahrzeuge
Das einzige Modell war der 16/20 HP. Ein Vierzylindermotor trieb das Fahrzeug an. Weitere Details sind nicht bekannt.